# 1939年8月19日のスターリン演説
1939年8月19日のスターリン演説（1939ねん8がつ19にちのスターリンえんぜつ）は、ヨシフ・スターリンが秘密裏にソビエト連邦の指導者たちに対して行われたと言われる演説であり、それは彼が第二次世界大戦の直前にソビエト連邦の戦略を説明したものと信じられている。
この演説の史実性はいまだに学術的議論の対象である。もっともらしい原稿の写しは様々な信頼のおける資料保管施設で見つかり、学術的に研究され、かつ出版もされているが、1939年8月19日に政治局の会合が開かれたという正式な直の証拠はなく、問題の演説が行われたこともまだ証明されていない。政治局は閉鎖的かつ秘密の組織であり、演説が秘密に行われることはその時期には一般的であった。さらに、これらの写しは当初はプロパガンダおよび偽情報を意図されたものだという反対の見方もある。したがって歴史家の合意が成立するまでは、そのような命題を支える文書ということから、この記事においては「未確認」の演説として扱う。
これらのレポートではスターリンは彼の戦略的な意見を述べているが、それはヨーロッパで高まる対立とそれが西側を弱め、領土拡大の機会をもたらす限りソビエトの政策に有益であるというものであった。もしこれがスターリンの意見ならば、それと同じ戦略的姿勢がナチス・ドイツとソビエト連邦の間は不可侵とする独ソ不可侵条約(モロトフ＝リッベントロップ協定)につながったと見られている。

## 歴史的背景

### ソ連の事情
この時期のソ連は大粛清のために国力が落ちていた。1938年後半にはいると、大量抑圧によって国家機能や経済運営が支障を来たすほどになっていた。対外的には中国において西安事件を発端として国共合作がなり、日中戦争が開始されたことはソ連にとっては（日本との衝突が遠のく意味で）望ましいことで、日中戦争開始翌月には中ソ不可侵条約を国民政府との間に締結して中国への軍事支援を開始している。ソ連軍はノモンハン事件では相応の損害を受けながらも優勢に転じ、大規模な攻勢をかける直前であった（最終的には日本の侵攻をはねのけて停戦に持ち込む）が、中国軍は日本軍による侵攻の拡大を食い止められなかった。スペイン内戦でもドイツとイタリアの支援した勢力が勝利を収め、ソ連の支援が実ることはなかった。ソ連の弱体化は同年11月に始まるフィンランドとの冬戦争においても示されることになる。一方、アメリカはフランクリン・ルーズベルトの時代になって直ちに米ソ国交樹立、日中戦争では中華民国支援に回り、ソ連と方向が重なっていた。

### ソ連外交・軍事の時系列
- 1918年3月3日、第一次世界大戦の講和条約を締結(ブレスト＝リトフスク条約)
- 1919年2月-1921年3月、ポーランド・ソビエト戦争
- 1920年2月2日、ソヴィエト・ロシア政権とエストニアの間でタルトゥ平和条約締結
- 1920年7月12日、ソヴィエト・ロシア政権とリトアニアの間でソヴィエト・リトアニア平和条約締結
- 1920年8月11日、ラトビアとソヴィエト・ロシア政権との間でラトビア・ソヴィエト平和条約締結
- 1920年10月14日、ソヴィエト・ロシア政権とフィンランドの間でタルトゥ平和条約締結
- 1921年3月18日、ポーランド・ソビエト・リガ平和条約締結
- 1921年10月23日、トルコ共和国もソビエト連邦の間でカルス条約 (Treaty of Kars)締結
- 1925年1月20日、日ソ基本条約
- 1926年4月24日、ドイツ（ヴァイマル共和国）とソビエト連邦の間で ベルリン条約締結
- 1926年9月28日、ソヴィエト・リトアニア不可侵条約締結
- 1932年1月21日、ソヴィエト・フィンランド不可侵条約締結
- 1932年7月25日、ソ連・ポーランド不可侵条約
- 1933年11月16日、米ソ国交樹立
- 1934年1月26日、ドイツ・ポーランド不可侵条約
- 1934年9月18日、ソ連が国際連盟に加盟[1]
- 1935年3月16日、ヒトラーはヴェルサイユ条約の軍備制限条項を破棄、再軍備を宣言。
- 1935年5月2日、 仏ソ相互援助条約(Franco-Soviet Treaty of Mutual Assistance)の締結
- 1937年8月21日、中ソ不可侵条約締結
- 1938年3月13日、ドイツがオーストリアを併合
- 1939年3月、干渉していたスペイン内戦の末、ソ連とスペインの国交断絶
- 1939年5月11日、満蒙国境において日本軍と交戦 (ノモンハン事件、1939年9月16日停戦)
- 1939年8月19日、独ソ貿易協定(German–Soviet Trade Agreement)締結
- 1939年8月19日、スターリン演説が疑われる日
- 1939年8月23日、ドイツとソビエト連邦により独ソ不可侵条約締結。
- 1939年8月25日、イギリス・ポーランド共同防衛条約締結、このためヒトラーは翌日のポーランド侵攻を延期[2]。
- 1939年9月1日、ドイツ軍のポーランド侵攻 (第二次世界大戦始まり)
- 1939年9月3日、イギリス、フランスなどがドイツに対して宣戦布告 (まやかし戦争)
- 1939年9月 4日、フランス・ポーランド軍事同盟更新
- 1939年9月17日、ソ連軍のポーランド侵攻。イギリス、フランスは宣戦布告せず
- 1939年9月22日、ソ連軍によりポーランドの都市ビリニュス陥落
- 1939年9月24日、ソ連はオジェウ事件(Orzeł incident)を口実にエストニアに相互援助条約とエストニア国内に軍事基地を設立することを要求
- 1939年9月28日、エストニアはソ連の基地を受諾
- 1939年9月28日、モロトフ・リッベントロップ条約がドイツ・ソビエト境界友好条約(German-Soviet Boundary and Friendship Treaty)に基いて修正される; ほとんどのリトアニアがソビエトの勢力範囲になる
- 1939年9月28日、ポーランド首都ワルシャワ陥落
- 1939年10月2日、ソ連はラトビアに相互援助条約とラトビア国内に軍事基地の設立を要求
- 1939年10月5日、ラトビアはソ連の基地を受諾
- 1939年10月5日、ソ連はフィンランドと基地と領土交換の交渉を開始
- 1939年10月10日、リトアニアはソ連の基地を受諾、両国は相互援助条約締結、ソ連はビリニュスをリトアニア領に変更
- 1939年10月11日、NKVDはエストニア、ラトビア及びリトアニアから反ソビエト分子をロシアに追放するために001223命令(Order № 001223)を出した
- 1939年10月18日、最初の赤軍部隊がエストニアに入る
- 1939年11月13日、フィンランドはソ連の要求を拒否
- 1939年11月30日、ソ連軍のフィンランド侵攻(冬戦争)
- 1939年12月14日、国際連盟はソ連軍のフィンランド侵攻を理由にソ連を除名[1]。
- 1940年3月13日、冬戦争終結、モスクワ条約
- 1940年4月9日、ドイツがデンマークとノルウェーに侵攻
- 1940年6月10日、ドイツがノルウェーを占領
- 1940年6月14日、ドイツにパリ陥落
- 1940年6月14日、ソビエトによるエストニアの空路・海路閉鎖の開始
- 1940年6月14日、タリン発ヘルシンキ行のフィンランド旅客機「カレヴァ(Kaleva)」がソ連空軍に撃墜された。
- 1940年6月14日、ソ連はリトアニアに最後通告を渡し、新政府設立と赤軍の自由な駐留を求めた。リトアニア大統領のアンターナス・スメトナは武装して抵抗することを提案したが政府と軍隊のいずれからも支持されず、彼は占領を合法化するために利用されないように国を離れることを決めた。
- 1940年6月15日、ソ連はリトアニアを占領した。スメトナ大統領はドイツを手始めにスイス経由で1941年アメリカに逃れ、1944年1月9日、クリーブランドで亡くなった。アンターナス・メルキース(Antanas Merkys)首相はソヴィエトのスメトナを捕えようとする要求に従った。
- 1940年6月16日、同様の最後通告がエストニアとラトビアに渡される
- 1940年6月16日、リトアニア首相アンターナス・メルキース(Antanas Merkys)はアンターナス・スメトナから大統領の地位を奪い、非合法に彼自身を大統領とした
- 1940年6月17日、エストニアとラトビアはソヴィエトの要求を受入れ、占領された。リトアニア首相アンターナス・メルキース(Antanas Merkys)はJustas Paleckisを新しい首相に任命し、辞任すると逮捕された。
- 1940年6月20日、ソ連政府が認めた大臣による新しいラトビア政府が成立
- 1940年6月21日、左翼活動家のみの新しいエストニア政府が成立。ソ連はいくつかの都市で赤軍後援の示威行動を催す。
- 1940年6月22日、フランスがナチス・ドイツに降伏
- 1940年7月11日、ソ連によって理論的にはまだ独立国家の領土であるリガにバルト軍管区が設置された。
- 1940年7月14日-7月15日、非共産主義者の候補者が非合法化されたり、嫌がらせを受けたり、殴られたりされながらエストニア、ラトビア及びリトアニアで選挙が行われた。
- 1940年7月17日、リトアニアの臨時大統領アンターナス・メルキース(Antanas Merkys)は投獄され、ソ連のサラトフに追放された。彼は1955年3月5日死亡。
- 1940年7月21日-7月23日、エストニアの新しい議会がソヴィエト形式に沿ってエストニアを変更する
- 1940年7月21日、新しいラトビアのサエイマが広範囲に国有化とソヴィエト化決議を受入れる
- 1940年7月22日、ラトビア大統領ウルマニスが逮捕されロシアに追放され二度と戻らなかった。1942年9月20日、彼はクラスノボツク(Krasnovodsk)の監獄で病死した。
- 1940年7月23日、バルト諸国の外交使節団の代表は、ロンドンとワシントンで彼らの国々のソヴィエトによる占領と併合に抗議する。
- 1940年7月23日、米国の国防次官サムナー・ウェルズの宣言。アメリカ合衆国は、法律上(デ・ジュリ)バルト諸国の併合の不承認の方針を追求する。他の西側諸国の大部分は同様の立場を1991年のバルト三国の主権回復まで取り続けた。
- 1940年7月30日、エストニア大統領コンスタンティン・パッツ(Konstantin Päts)は、NKVDによって捕えられ、ロシアに追放され1956年1月18日にトヴェリの精神病院で亡くなる。
- 1940年8月3日、ソ連がリトアニアを併合
- 1940年8月5日、ソ連がラトビアを併合
- 1940年8月6日、ソ連がエストニアを併合
- 1940年9月6日、ソ連がハンコとソ連国境間の部隊と物資輸送の権利をフィンランドから得る。
- 1940年9月22日、ドイツがノルウェー北部とボスニア湾の港の区間の部隊と物資輸送の権利をフィンランドから得る。
- 1940年11月12日、ドイツはベルリンにおける交渉でソ連が求めたソ連が意図するままにフィンランドに対することができるとする権利の要求を拒否
- 1940年12月16日、ロシア・ソビエト連邦社会主義共和国の刑法がエストニアにおいて1940年6月21日以前に行われた行為に遡及して適用となる
- 1941年1月10日、ソ連とドイツは、遅くなったラトビアとエストニアからのバルト・ドイツ人の移住について合意
- 1941年6月14日、最初の大規模な追放が行われる。エストニアから1万人、ラトビアから1万5千人及びリトアニアから1万8千人がシベリアに送られた。
- 1941年6月15日、ニューヨーク知事ハーバート・リーマン(Herbert H. Lehman)は、6月15日をバルト三国の日と宣言
- 1941年6月22日、バルバロッサ作戦(ソ連の大祖国戦争)開始、ドイツがソ連に侵攻
- 1941年6月24日- 6月25日、ライネイ虐殺(Rainiai massacre)により投獄されていたリトアニア政治家が処刑される
- 1941年6月25日、ソ連がフィンランド国内のドイツ軍施設のみならずフィンランド固有の施設も空爆、継続戦争勃発
- 1941年7月2日、ソ連は国内で総動員を発表
- 1941年7月4日、エストニアの島々から大規模な国外追放
- 1941年7月7日、ドイツ軍が南エストニアに到着
- 1941年7月9日、ソ連当局は199人の政治犯を処刑してからタルトゥを去る
- 1941年7月10日、ドイツ軍がタルトゥに到着
- 1941年7月17日、リガに行政府が設立され、ローゼ(Hinrich Lohse)が長官に選出される。
- 1941年7月21日、スターリンはソ連の新しい西側の国境に対するウィンストン・チャーチルの建前上の承認を求めたがチャーチルは答えなかった。
- 1941年8月14日、ルーズベルトとチャーチルが大西洋憲章を発表
- 1941年8月31日、ドイツ軍がバルト三国を占領

## 文書の要約
歴史家が利用できる原資料では、スターリンは戦争が西欧諸国とナチス・ドイツを弱める最高の機会で、ドイツの「ソビエト化」へ向わせると期待を表している。そこにはバルト三国、フィンランドおよびポーランドへの最終的な領土拡大の期待もある。
これらの文書を研究した歴史家は信憑性のあることと考えられながらも証明されておらず（下記参照）、そのような演説が行われたなら、その見解がやはり8月23～24日に調印されているモロトフ＝リッベントロップ協定として知られる独ソ不可侵条約の基礎となった可能性について言及している。

## 原資料と時系列
この演説の初版は1939年11月28日、スイス紙”Revue de Droit International”において発表された。それ以来いくつかの版が内容で異なりながら流通した。
「1939年8月19日政治局に対してスターリンが」行ったと言われる「演説」では彼は交戦国が疲弊するように戦争はできるだけ長く続行されなくてはならないとする考えを示したと言われたが、冬戦争が勃発した1939年11月30日のプラウダ紙において、この演説の報道に関してスターリンに意見が求められた。スターリンはこれが誤った主張であると述べ、プラウダによれば次のように語っている。
- フランスとイングランドがドイツを攻撃し、それゆえ彼らが現在の戦争に責任があることは否定できない。

- ドイツは、フランスとイングランドに和平提案を行ったが、ソビエト連邦は戦争の早期終結がすべての国と民族の状況を緩和するという理由で提案を指示している。

- イングランドとフランスの指導部は、ドイツの和平提案を無礼に拒絶した。

ロシア人パブリシストのブシュエフ(T. S. Bushuyeva)はノーヴィ・ミール誌(Novy Mir)の1994年12号において演説の記録文献を発表した。 彼女の主張はソビエト特別公文書館(Soviet Special Archives)で、彼女によれば、問題の会議に出席していたコミンテルンのメンバーによって記録されたと思しき文書が最近発見されたことに基づいている。(保管ファイルの場所: Centre for the Preservation of Collections of Historical Documents, former Soviet Special Archives; fund 7, list 1, file 1223, in Russian: Центр хранения историко-документальных коллекций, бывший Особый архив СССР, ф. 7, оп. 1, д. 1223). 
実際の原文の利用許可はまだである。ブシュエフもフランス語で利用できる版のロシア語訳を印刷した。これが問題に関して別の憶測の高まりを起した。参照した記録文献がフランス軍参謀本部の文書に関係したまとまりからのものであったことをブシュエフはいっさい話さなかった。

## 歴史的確実性と議論
この演説がスターリンによってなされたかどうかはまだ歴史家による論争の対象であり、異議なく受け入れられる証明も存在していない。ヴィクトル・スヴォーロフ(Viktor Suvorov)の本M-Dayによると、ソビエト正史(Soviet historians)は1939年8月19日に政治局会議が行われなかったという証明に特に重点を置いている。しかしながらスヴォーロフは彼の本の中でロシアの軍事史家ドミトリー・ヴォルコゴーノフが会議がその日に本当に行われたという証拠を見つけたと述べている。 
「母国の歴史(2004年)」第一巻にあるセルゲイ・スラウチ(Sergey Sluch)の記事は「スターリンの演説」、そのテクスト学的な(textologial)分析、及びあり得る捏造の考えられる理由と出所を批判的に論評している。カール・ノードリング(Carl Nordling、フィンランドの統計学者でありアマチュア歴史家）は、スラウチが”演説”の存在を否定することに対し、いくつかの反対論文を提出している 。